# Ruy López de Villalobos
Ruy López de Villalobos (Malaga, 1500 – Ambon, 4 aprile 1546) è stato un esploratore spagnolo che salpò dal Pacifico messicano per stabilire una rotta definitiva spagnola nelle Indie Orientali, vicino alla linea di demarcazione tra Spagna e Portogallo istituita col Trattato di Saragozza del 1529.

## Spedizione nelle Filippine

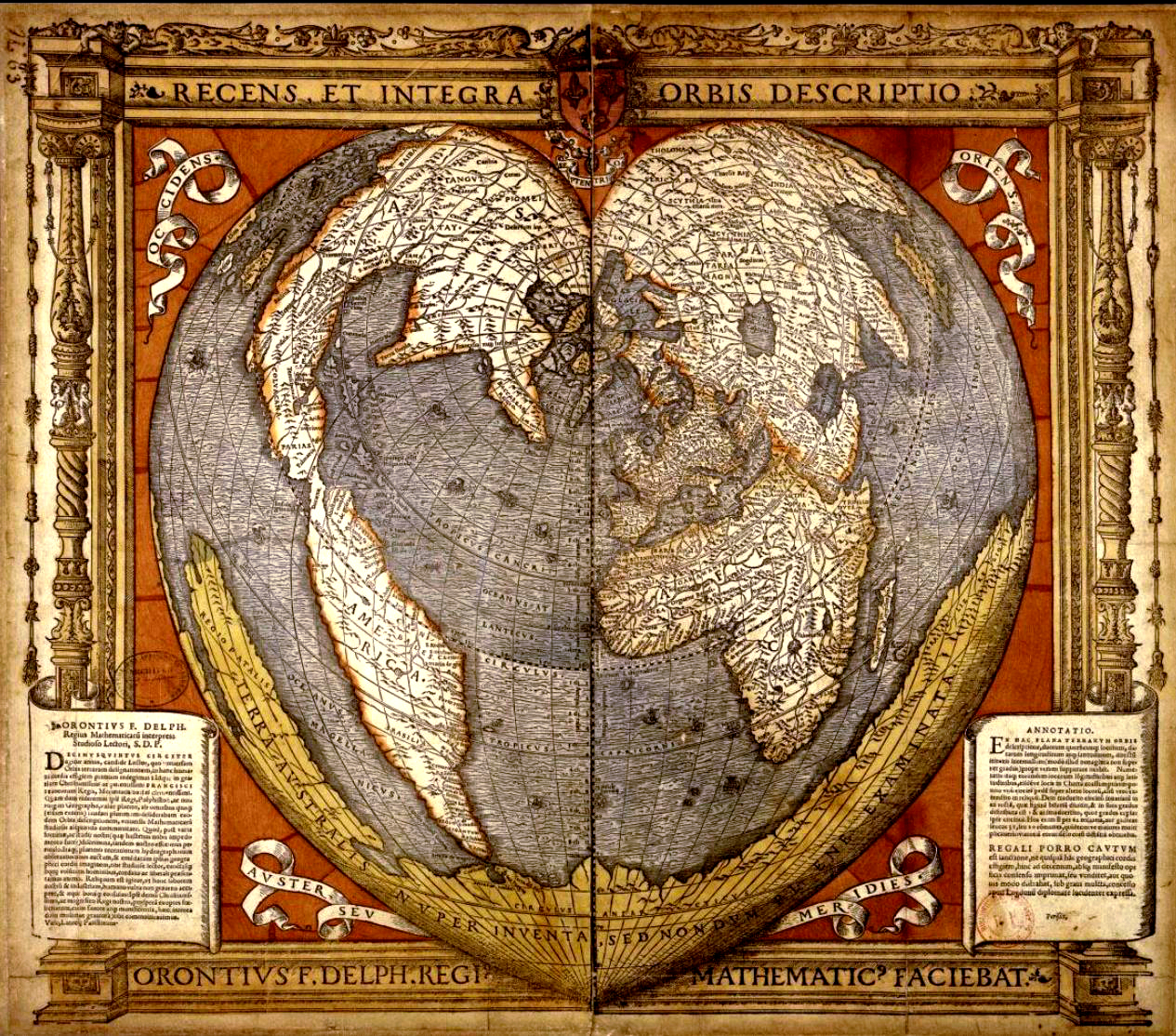
Mappa della terra

A López de Villalobos fu chiesto nel 1541 dal viceré della Nuova Spagna, Antonio de Mendoza, primo amministratore del Nuovo Mondo, di guidare una spedizione sulla Islas del Poniente (Isole dell'Ovest, oggi note col nome di Filippine). La sua flotta era composta da sei galeoni, Santiago, Jorge, San Antonio, San Cristóbal, San Martín e San Juan, e partì da Barra de Navidad (Jalisco) con circa 370-400 uomini il 1º novembre 1542. Il 25 dicembre era giunta alle Isole Revillagigedo, al largo delle coste messicane. Qui avvistarono il galeone di Álvaro de Saavedra, il Los Reyes. Il giorno seguente scoprirono un gruppo di isole a 9° o 10° Nord che chiamarono Corrales, e si ancorarono ad una di queste. Il 6 gennaio 1543 videro molte piccole isole alla stessa latitudine, e le chiamarono Los Jardines (I Giardini). Si trattava di Enewetak ed Ulithi.
Tra il 6 e il 23 gennaio 1543 il galeone San Cristóbal guidato da Ginés de Mafra, che era stato membro della ciurma della spedizione Magellano del 1519-1522, si separò dal resto della flotta nel corso di una forte tempesta. Alla fine questa nave raggiunse l'isola di Mazaua, luogo in cui Magellano si era ancorato nel 1521. Questa fu la seconda visita di de Mafra nelle Filippine, in quella che oggi è identificata come Limasawa, nella parte meridionale dell'isola di Leyte. La storia di Limasawa fu scritta nel 1667 da un frate gesuita, Francisco Combés. I suoi documenti su Limasawa sono stati tradotti dagli storici.
Il 28 febbraio 1543 entrarono nella baia di Baganga, che chiamarono Malaga, sulla costa orientale di Mindanao. López de Villalobos chiamò Mindanao Caesaria Karoli, dal nome dell'Imperatore del Sacro Romano Impero, Carlo V. La flotta vi rimase per 32 giorni; l'intero equipaggio soffrì una dura fame. Il 31 marzo 1543 la flotta ripartì per Mazaua alla ricerca di cibo. A causa degli scarsi venti però non riuscivano a navigare. Dopo molti giorni di lotta raggiunsero Sarangani.
Il galeone San Cristóbal, che aveva raggiunto Limasawa due mesi prima, apparve inaspettatamente con un carico di riso ed altri generi alimentari per il comandante. Il 4 agosto 1543 la San Juan e la San Cristóbal furono rimandate a Leyte e Samar per prendere altro cibo; la San Juan avrebbe dovuto caricare il necessario per la traversata del Pacifico, e ripartire per il Messico. Un contingente portoghese arrivò il 7 agosto con una lettera di Jorge de Castro, governatore delle Molucche, che chiedeva una spiegazione per la presenza della flotta sul territorio portoghese. López de Villalobos rispose con una lettera datata 9 agosto, dicendo di non aver oltrepassato il confine, e di essere in territorio della corona di Castiglia.
La San Juan partì per il Messico il 27 agosto 1543, con Bernardo de la Torre come capitano. Un'altra lettera di Castro giunse la prima settimana di settembre con la stessa protesta, e López de Villalobos scrisse la risposta il 12 settembre con lo stesso messaggio. Partì per Abuyog, Leyte, con le restanti navi, senza la San Juan e la San Cristóbal. La flotta non poteva proseguire a causa dei deboli venti. Nell'aprile 1544 partì per l'isola Ambon. Lui ed il suo equipaggio fecero poi rotta verso le isole di Samar e Leyte, che chiamarono Las Islas Filipinas in onore del principe di Spagna, Filippo II. Cacciato dai nativi ostili, affamato e naufragato, López de Villalobos fu obbligato ad abbandonare i suoi insediamenti sull'isola, e la spedizione. Con i suoi uomini cercò rifugio nelle Molucche, dove si scontrarono con i portoghesi che li catturarono.
López de Villalobos morì di febbre tropicale (o, come la chiamavano i portoghesi, di "crepacuore") il 4 aprile 1546 nella sua cella sull'isola Ambon. Sopravvissero circa 117 membri dell'equipaggio, tra cui de Mafra e Guido de Lavezaris. De Mafra scrisse un manoscritto sulla circumnavigazione di Magellano, e lo fece portare in Spagna da un amico che era a bordo con lui. Salparono verso Malacca, dove i portoghesi li imbarcarono per Lisbona. In trenta furono scelti per restare, compreso de Mafra. Il suo manoscritto rimase nascosto per quasi quattro secoli e fu pubblicato nel 1920.